# كانساس سيتي (كنساس)
كانساس سيتي (غالبا ما تختصر "KCK" للتفريق بينها وبين "كانساس سيتي، مززوري") هي ثالث أكبر مدينة في ولاية كانساس، وتقع في مقاطعة وايندوت. تشمل كانساس سيتي أيضا مدن مستقلة هي بونر سبرينغز وإدوردس فيل، ويبلغ عدد سكان المدينة بحسب تعداد عام 2010 قرابة 145,786نسمة. تقع المدينة على تقاطع نهري ميسوري وكانساس.

## التركيبة السكانية
قام مكتب تعداد الولايات المتحدة بتحديد بيانات التركيبة السكانية لكانساس سيتي في تعداد الولايات المتحدة. في ما يلي، التركيبة السكانية حسب تعدادي 2000 و2010.

### تعداد عام 2010
بلغ عدد سكان كانورادو 153 نسمة بحسب تعداد عام 2010، وبلغ عدد الأسر 73 أسرة وعدد العائلات 44 عائلة مقيمة في المدينة في حين سجلت الكثافة السكانية 588.5 نسمة لكل ميل مربع (227.2/كم2)، وبلغ عدد الوحدات السكنية 98 وحدة بمتوسط كثافة قدره 376.9 لكل ميل مربع (145.5/كم2).
وتوزع التركيب العرقي للمدينة بنسبة 78.4% من البيض و 1.3% من الأمريكيين الأفارقة و 0.7% من عرقين مختلطين أو أكثر.
بلغ عدد الأسر 73 أسرة كانت نسبة 23.3% منها لديها أطفال تحت سن الثامنة عشر تعيش معهم، وبلغت نسبة الأزواج القاطنين مع بعضهم البعض 54.8% من أصل المجموع الكلي للأسر، ونسبة 2.7% من الأسر كان لديها معيلات من الإناث دون وجود شريك، بينما كانت نسبة 2.7% من الأسر لديها معيلون من الذكور دون وجود شريكة وكانت نسبة 39.7% من غير العائلات تألفت نسبة 35.6% من أصل جميع الأسر من أفراد ونسبة 17.8% كانوا يعيش معهم شخص وحيد يبلغ من العمر 65 عاماً فما فوق، وبلغ متوسط حجم الأسرة المعيشية 2.68، أما متوسط حجم العائلات فبلغ 2.10.
بلغ العمر الوسطي للسكان 50.3 عاماً، وكانت نسبة 20.3% من القاطنين تحت سن الثامنة عشر، وكانت نسبة 5.1% بين الثامنة عشر والأربعة وعشرون عاماً، ونسبة 17.7% كانت واقعةً في الفئة العمرية ما بين الخامسة والعشرون حتى والأربعة وأربعون عاماً، ونسبة 39.9% كانت ما بين الخامسة والأربعون حتى الرابعة والستون، ونسبة 17.0% كانت ضمن فئة الخامسة والستون عاماً فما فوق. وتوزع التركيب الجنسي للسكان بنسبة 44.4% ذكور و55.6% إناث.

## التاريخ
في تشرين الأول / أكتوبر عام 1872، تأسست كانساس ستي "القديمة". كانت أول انتخابات في المدينة يوم 22 أكتوبر من ذلك العام بأمر من القاضي حيرام ستيفنز وهو قاضي الدائرة القضائية العاشرة في الولايات المتحدة. أسفرت عن انتخاب العمدة جيمس بويل. رؤساء بلديات المدينة بعد "المتنضيم كانو جيمس بويل، روي اوبسون، وايلاي تييد وصموئيل ماكونيل. في حزيران / يونيه عام 1880 ،قام حاكم كانساس ‏ أعلنت مدينة كانساس سيتي مدينة من الدرجة الثانية في ولاية كنساسا في حضور العمدة ماكونيل. في آذار / مارس عام 1886، كانساس سيتي، كانساس "جديد" تشكلت من خلال توحيد البلديات الخمس: كانساس سيتي"القديمة"، ارمسترونغ، ارمنديل، ريفرفيو، ووايندوت. أقدم مدينة المدن الخمسة كانت وايندوت، التي شكلت في عام 1857 من قبل وايندط الهنود و المبشرين الميثودية .:370, 384, 388
في حقبة 1890، شهدت المدينة نمو هائل في عدد السكان كضاحية من مدينة كانساس سيتي، ميسوري، هذا النمو استمر حتى ثلاثينات القرن الماضي. كانت كانساس سيتي واحدة منأكبر المدن في الولايات المتحة لكثير من سنين التعداد. خاصة من 1890 إلى عام 1960، بما في ذلك 1920 عندما كان عدد سكانها أكثر من مئه الف شخص للمرة الأولى.

## الجغرافيا

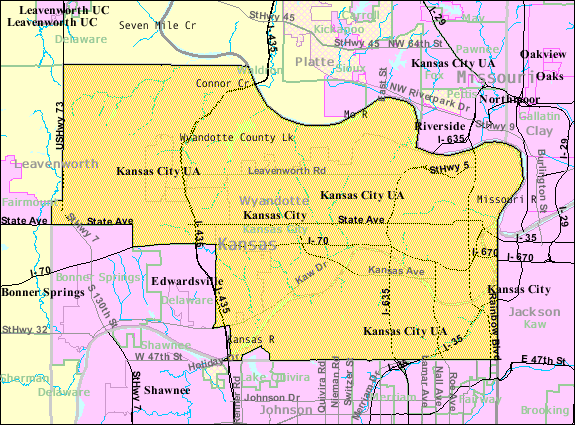
خريطة كانساس سيتي

وفقا لمكتب التعداد في الولايات المتحدة، إجمالي مساحة المدينة قدرها 332.5 كم2 مربع من اليابس و 9.52 كم2 من الماء.

## المناخ
تقع كانساس ستي في وسط غرب الولايات المتحدة، وكذلك وسط البلاد جغرافياً، عند التقاء أطول نهر في البلاد، نهر ميسوري، ونهر كانساس (المعروف أيضا باسم نهر كاو). وتقع المدينة في منطقة المناخ القاري الرطب مع أربعة فصول متميزة، معتدل الأمطار، وهي جزء من وزارة الزراعة النباتية الصلابة مناطق 5b و 6a كونها تقع في وسط أمريكا الشمالية، بعيدا عن مجموعة كبيرة من المياه، هناك إمكانية كبيرة للحصول اقصى درجات الحرارة والبرودة والتقلبات في درجة الحرارة على مدار السنة. أحر شهر في العام هو يوليو / تموز مع 24 ساعة متوسط درجة الحرارة 81.0 °F (27.2 درجة مئوية). أشهر الصيف ساخنة، ولكن يمكن أن ترتفع إلى ساخن جدا ومعتدل رطب، مع الهواء الرطب الذي يأتي من خليج المكسيك. تفوق درجات حرارة 100 درجة فهرنهايت (38 درجة مئوية) في 5.6 من أيام السنة، و 90 درجة فهرنهايت (32 درجة مئوية) في 47 يوما.

## التركيبة السكانية
| الديمغرافية                  | 2010  | 1990  | 1970  | 1950  |
| ---------------------------- | ----- | ----- | ----- | ----- |
| البيض                        | 52.2% | 65.0% | 78.9% | 79.4% |
| البيض غير الهسبانيين         | 40.2% | 61.9% | 76.3% | N/A   |
| الأمريكيين الأفارقة          | 26.8% | 15.8% | 10.7% | 9.9%  |
| اسباني أو لاتيني (من أي عرق) | 27.8% | 7.1%  | 3.2%  | N/A   |
| الآسيويون                    | 2.7%  | 1.2%  | 0.1%  | −     |

وفقا لتعداد عام 2010 ، كانت هناك 145,786 ساكن في المدينة، و53,925 منزل، و35,112 أسرة تقيم في المدينة. الكثافة السكانية كانت 451.0 لكل كم مربع. كانت هناك 61,969 وحدة سكنية بمتوسط كثافة 496.5 لكل ميل مربع (191.7/كم2).

## الاقتصاد

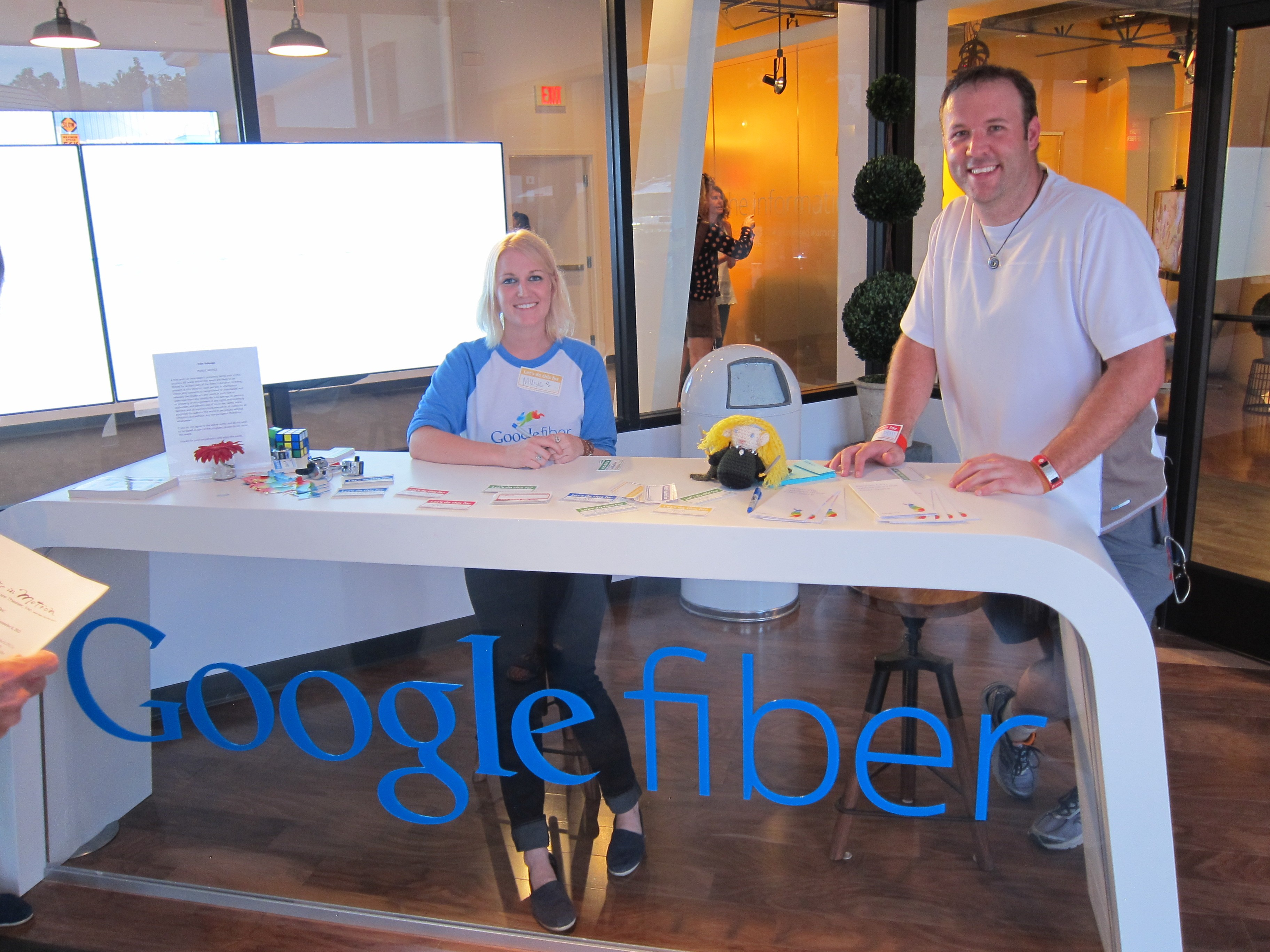
جوجل الألياف يعزز الألياف جوجل في مدينة كانساس سيتي.

مكتب إحصاءات العمل أظهرت بيانات أن التوظيف في مقاطعة وايندوت، زاد بنسبة 4% في الفترة من مارس 2011 إلى مارس 2012. ارتفاع حاد في عدد العمال أدى إلى احتلال مقاطعة وايندوت الترتيب 19 في البلد، 1 في حضر كانساس سيتي نمو الوظائف اعتبارا من 28 سبتمبر 2012.

### أكبر أرباب العمل
وفقا لاحصأيات المدينة في التقرير المالي السنوي الشامل لسنة 2013  أكبر أرباب العمل في المدينة هم:
| #  | صاحب العمل                                        | # من الموظفين      |
| -- | ------------------------------------------------- | ------------------ |
| 1  | مستشفى جامعة كانساس ‏                              | من 4500-5000 دولار |
| 2  | جنرال موتورز                                      | 3,500-4,000        |
| 3  | جامعة كانساس المركز الطبي                         | 3,500-4,000        |
| 4  | المدارس العامة لكنساس ستي كانساس (USD 500)        | 3,500-4,000        |
| 5  | سيرنر                                             | من 2500 إلى 3000   |
| 6  | الحكومة الموحدة لمقاطعة وايندوت و كانساس سيتي     | 1,000-2,499        |
| 7  | شركة بي ان اس اف لسكك الحديد                      | 1,000-2,499        |
| 8  | [[أسواق نبراسكة للاثاث \|أسواق نبراسكة للاثاث ]] ‏ | 1,000-2,499        |
| 9  | جمعية محلات البقالة                               | 1,000-2,499        |
| 10 | مركز بروفدنس الطبي                                | 750-999            |